# 国民公会
國民公會（法語：Convention nationale）是存在於1792年9月21日至1795年10月26日，法国大革命時期的唯一國會。1792年八月十日事件後，國民立法議會頒布發令暫停國王路易十六的職務，並由未逃跑的代表召開臨時國民公會起草新憲法選出新的國民公會代表。 新憲法規定所有國民公會代表必須經由年滿25歲，居住一年以上並能自食其力的法蘭西人選舉產生。因此，1792年9月21日開幕的國民公會是第一個沒有階級區分的法國議會，由男性普選產生的代表組成。
國民公會由749名議員組成，其中吉倫特派為右翼，約160人，山嶽派（因議員坐在議會廳較高位置而得名）為左翼，約140人，而人數最多的為中間派，也稱平原派或沼澤派（因議員坐在議會廳較低位置得名）。
1795年10月26日，國民公會解散，其立法權力由元老院和五百人院繼承，其行政權力由督政府繼承。

## 選舉
8月26日國民立法議會留下來的代表第一次集會後，在1792年9月2-6日舉行1792年法蘭西國民公會選舉。由於貴族和反對共和制选民的抵制，加上对受到迫害的恐懼，各省投票率很低。儘管有資格投票的人數多了一倍，投票人数却只有全體選民数量的11.9％，而在1791年選舉有10.2％的投票率。因此，全面的選舉權幾乎沒有什麼影響。總體上，积极与消极公民的劃分，選民還是回到1791年的同一類人在選擇。
在整個法國，只有11個基層的省議會希望保留君主制。選舉議院，都不表意見的贊成共和制---雖然只是巴黎用這個詞。在選舉出來的代表中也沒有保皇黨參加競選。雖然只是一百萬選民參加了投票，也沒有充分的理由懷疑他們可以代表500萬法國人的意願。
國民公會在杜樂麗宮大廳舉行了第一次會議，然後選定马内日大厅為議場，在1793年5月10日，最終坐落在杜樂麗宮劇院，一個巨大的大廳可鬆鬆散散容納代表們卻經常被中斷或被喝采影響辯論，最後一個大廳有畫廊是開放的。 
國民公會的成員來自社會各階層，但最多的是律師。75個成員曾經是國民制憲議會代表，183名來自國民立法議會。國民公會代表的總數是749名，不包括33名來自法國殖民地的代表，其中只有一些及時抵達巴黎。除了這些，還有從1792-1795年被吞併到法蘭西的附属省所允許派來的代表們。
據它們自己的規則，國民公會每兩星期選舉新主席，間隔兩星期有資格再當選。通常會議在上午舉行，但晚上的會議也屢屢發生，往往延續到深夜。有時在特殊情況下，公會宣布自己永久會議，並進行好幾天沒有中斷。因為有立法和行政這兩種權力公會使用委員會，結合權力或多或少的廣泛延伸，並通過連續的法律規範。其中最有名的委員會包括救国委員會和治安委员会。
公會擁有立法權和行政權在法蘭西第一共和國第一年，有明顯的三個不同時期：吉倫特派時期，山嶽派或雅各賓派時期和熱月政變時期。

## 吉倫特派主導的國民公會
王權的廢除是你不能推遲到明天的事。——让-马里·科洛·代尔布瓦
1792年9月20日舉行第一次會議。第二天，在深沉的靜默中，“廢除君主制宣言”這個主張提交公會就在歡呼聲中通過了。22日傳來瓦爾密戰役獲勝的消息。就在同一天頒布法令，“在未來的議會的法令應當註明法蘭西共和國第一年的日期”。三天後，為了謹防聯邦制，很自然的加上這一段:“法蘭西共和國是一個不可分割的整體。”   共和國已經宣佈成，但它仍然執行成為一個共和政府。這個國家相比路易十六的出逃之前或任何時候，在感覺或實踐上很少像共和政體。 但現在已經成為共和國了，因為它不再有國王。
當公會迎來軍事形勢正在經歷非同尋常的轉變，似乎證實吉倫特派輕鬆獲勝的預言。瓦爾密戰役後，普魯士人撤退到邊境，11月法蘭西軍隊佔領了萊茵河左岸地區。10月圍攻里爾的奧地利軍隊，在热马普战役被夏尔·弗朗索瓦·迪穆里埃擊敗，11月6日撤離到奧地利尼德蘭。尼斯被佔領，薩伏依宣告與法蘭西結盟。這些成功使法蘭西轉危為安，而在國內引起爭鬥。

### 吉倫特派和山嶽派
大多數歷史學家將國民公會劃分為兩個主要派別：吉倫特派和山嶽派。吉倫特派代表公會較為保守的份子和抗議巴黎人在公會擁有廣泛的影響力。他們的代表原先來自吉倫特省，法蘭西的一個區域，並以此為名成為一個派別。山嶽派，相當大部分的代表表現更為激進，並與巴黎的無套褲漢保持著密切的聯繫。他們在公會舉行會議時集體坐在後方高處的長條椅上，他們象徵自取”山嶽”的名字。傳統上，史學家們將包括中間陣營稱為平原派，但許多現代歷史學家往往模糊了平原派和吉倫特派之間的界線，一般而言平原派比較不活躍，也不像吉倫特派那麼的保守。
國民公會開議的第一個月有三個主導性的問題：革命暴力；國王的審判；和政治上巴黎人在公會的霸主地位。
巴黎和各省之間的對立造成了宣傳和武裝衝突形式的摩擦。各省抗拒的象徵集中在希望減少首都革命的影響降低到其八十三分之一的份額。 大部分吉倫特派希望移除免由“煽動和討好人民” 主導的城市議會：在當時它並沒有鼓勵積極性聯邦制，這有違其政治抱負。

### 國王的審判
路易必須死，共和國才能生存。——馬克西米連·羅伯斯庇爾

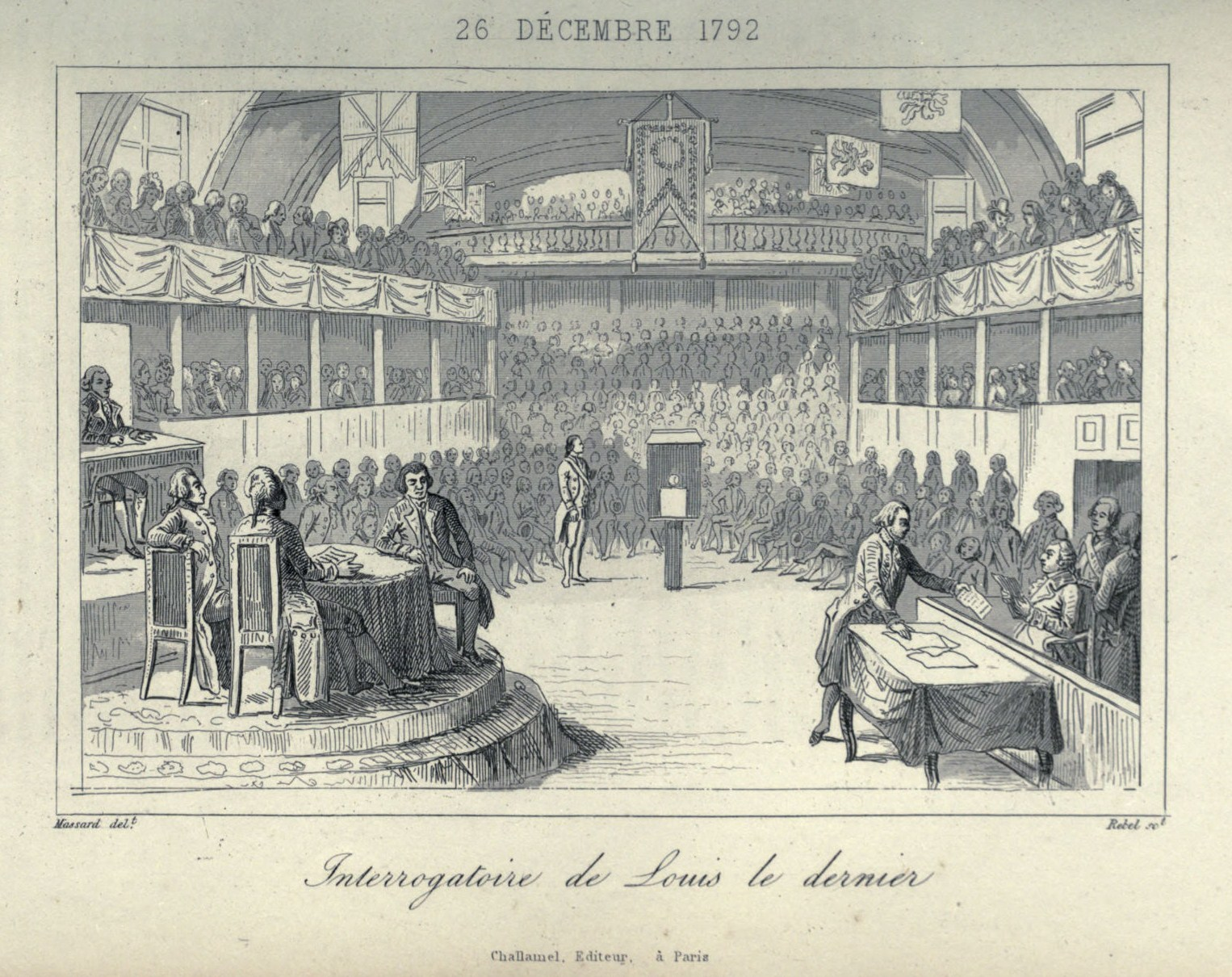
路易十六的審判

從國民公會開幕，吉倫特派並沒有引導國王審判的意圖。他們更關注於詆毀巴黎公社及其代表。他們決定追獵雅各賓不僅僅是一種優先的選擇；他們真的想寬恕赦免國王。羅伯斯庇爾當12月2日說出，“如果國王是無罪的，那麼那些廢黜他的人們就是有罪的”;如果公會想避免1792年八月十日事件宣布共和國成立後，毀滅其自身的存在，在現實的環境中，公會就不得不宣布他有罪。一旦公會認定路易十六有罪，就幾乎不可能不對召國外軍事武裝入侵的人宣判死刑，而且無套褲漢被認為該對攻佔杜樂麗宮負責。
1792年11月20日，在杜樂麗宮發現了衣櫃鐵寶箱使得審判不可避免。在這個秘密衣櫃鐵寶箱發現的文件沒有任何的懷疑證明了路易十六的背叛。
12月10日開始審訊。山嶽派進行意識形態層面的辯論。路易十六被歸類為敵人，成為“篡奪者”讓渡民族的本體。1793年1月14日開始投票，每個代表必須在主席臺解釋了他的票決理由。反對國王的投票結果是一致的。這不是吉倫特派所希望的”全民公投”。生死攸關的投票1月16日開始，並一直持續到第二天。所有721代表，387人贊成死刑，而334人反對。26代表投票支持緩期執行的死刑。1月18日緩期執行死刑的議題交付表決：380票數反對緩期執行死刑；310贊成。每一次都造成吉倫特派的分裂。
1793年1月21日的上午國民公會下令全體國民警衛隊在前往斷頭台道路的兩邊列隊。路易斯十六在革命廣場斬首。
除了少數例外，法蘭西人民沉默的接受了這個事實，但它造成深遠的影響。國王的處決引起憐憫和提升了保皇黨應得罪刑，但君主制的觀點受到嚴重的打擊似乎是不可否認的-國王就像任何的普通人民已經被處死；特權消失了，再也沒有恢復，超自然的特質，即使革命了也尚未根除。在國內，“選民”和“控訴人” 雙方誓不兩立的彼此仇恨對立；在國外，歐洲其他國家下令對弒君者的滅絕戰爭。

### 吉倫特派的危機和殞落
公會的啟動有足夠的和諧，但幾天之內吉倫特派發動對他們的對手山嶽派嚴厲攻擊。衝突沒有間斷過，直到1793年6月2日吉倫特的領導被驅逐出公會。吉倫特派的第一依靠是居多數代表的投票支持，有許多人對九月屠殺事件感到震驚和反感。但它們堅持壟斷所有權力的職位對而且它們對山嶽派領導人的攻擊很快激怒了它們有關係的派系黨團。一個接一個有能力的代表如喬治·庫東、皮埃爾-約瑟夫·康邦、拉扎尔·卡诺、讓-巴蒂斯特·羅貝爾·蘭代和贝特朗·巴雷尔開始傾向山嶽派，而大多數-被稱為平原派的-維持本身超越雙方的超然態度。
吉倫特派確信，他們的對手嚮往血腥的獨裁統治，而山嶽派認為，吉倫特派準備與保守派，甚至保皇黨任何妥協，這將保證繼續掌握權力。嚴重的敵對很快就使公會變成爭吵癱瘓的狀態。辯論後再辯論終而淪為口頭爭吵，也不能做出決定。政治僵局，也在法蘭西各地引起反響，最終驅使人民接受危險的盟友，保皇黨加入吉倫特派，“無套褲漢”結盟山嶽派。
因此，公會內部鬥爭繼續進行，沒有結果。決定因素來自外部。

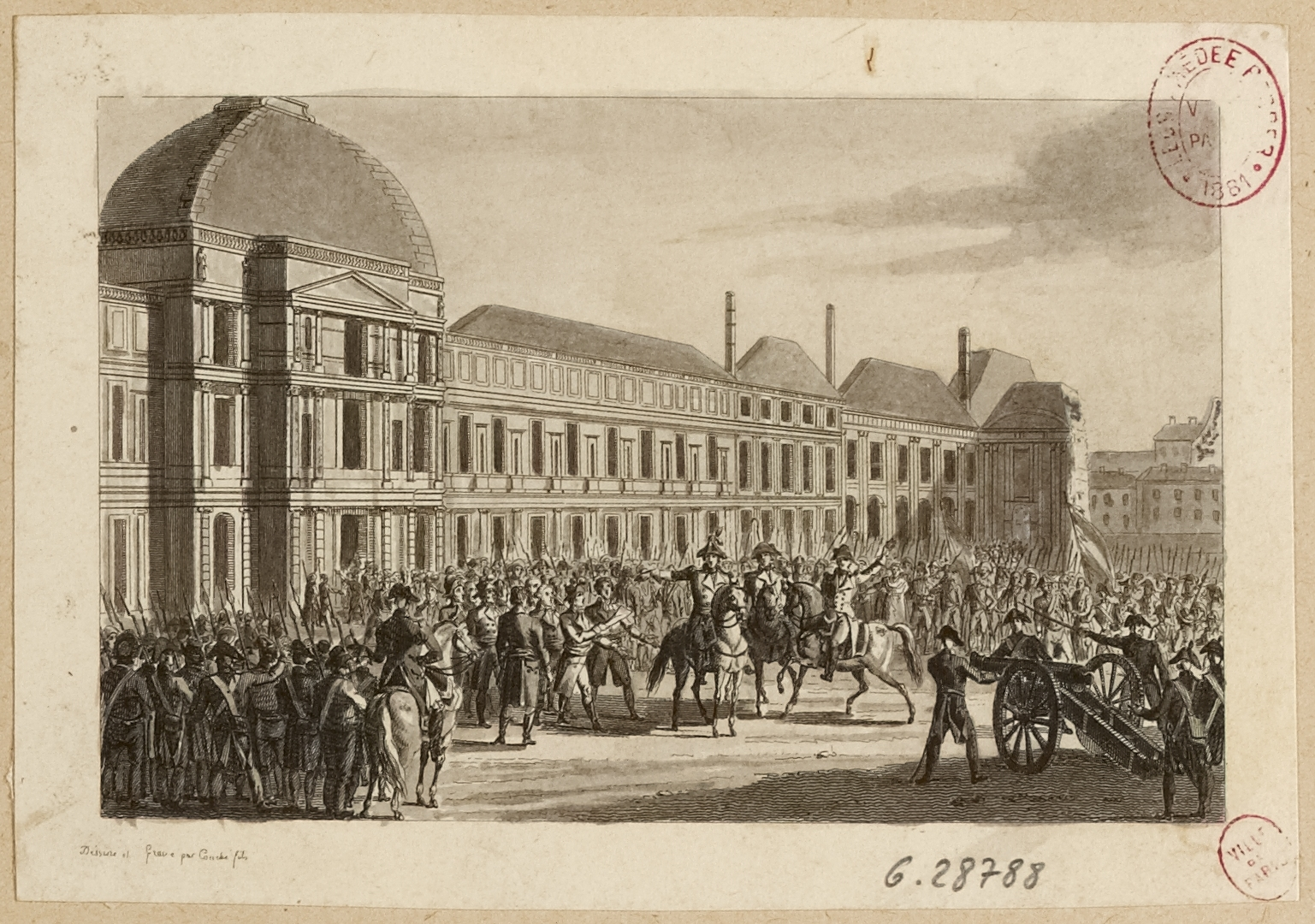
1793年5月31日-6月2日的暴動

從審判國王以來，無套褲漢一直不斷地攻擊“諮商者”（appelants），並很快就渴望將他們從國民會驅逐。如果這得以實現，就能夠用逮捕犯罪嫌疑人方法對付貴族的陰謀，並建立革命法庭，政府可以恢復活力。1793年3月開始，由於對抗第一次反法同盟的軍事挫敗，夏尔·弗朗索瓦·迪穆里埃的叛逃和旺代地區內戰爆發，山嶽派和無套褲漢全部當作議題描繪出吉倫特派的軟弱，並迫使吉倫特派不得不才取他們不願實施的特殊措施。吉倫特派被迫接受的建立救国委員會和革命法庭。社會和經濟困難加劇的緊張局勢。最後的攤牌促成讓-保爾·馬拉的審判和地區積極分子的逮捕。
5月25日，巴黎公社要求釋放被逮捕愛國者。國民公會主席馬克西曼·伊斯納爾的答覆，誰主持的會議結束後，對巴黎人民發佈一個嚴厲的抨擊這讓人聯想到令人發怒的布倫瑞克宣言：“如果對國家的代表進行任何攻擊，那麼我以國家向你宣佈巴黎將被摧毀“。第二天雅各賓派宣告自己的叛亂起義狀態。在5月28日在”巴黎第四區(Cité)”呼籲叫其他各區集會以組建叛亂起義。5月29日33區的代表門組成九名委員的叛亂起義委員會。
6月2日，80,000名武裝的無套褲漢包圍了公會。代表試圖離開但與武器衝突後，代表們讓自己服從公告逮捕29名吉倫特派領袖。在這種清況中，吉倫特派政治力量存在的終止。吉倫特派,它開戰但不知道如何進行戰鬥；它譴責國王，但在宣告有罪時又退縮了；它執政措施造成經濟危機的惡化，所有群眾運動提出的要求卻沒有對策而相應不理。

## 山嶽派主導的國民公會
團結，共和國不可分割；沒有自由、平等、博愛毋寧死（Unité, Indivisibilité de la République；Liberté, Egalité, Fraternité ou la mort）——1793年夏天
國民公會剛成立，吉倫特派發現自己陷在兩個威脅的夾縫中就立刻被淘汰了，現在山嶽派領導下。雖然反革命部隊由聯邦制起義者獲得新動力，受高物價激起的憤怒，民眾的運動，正在增強對政府運作的壓力。這時，政府被證明無法控制局面。1793年7月的國家似乎是在分崩離析的臨界點。

### 1793年憲法

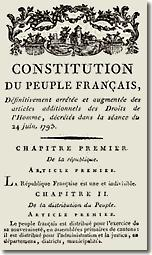
法蘭西人民憲法（1793年6月24日）

六月份山嶽派及時登場。然而，它並沒有忽視農民。這是1973年5月31日革命帶來實質性的和永久的利益（就如同像1789年7月14日攻佔巴士底獄和1792年8月10日攻占杜樂麗宮）的革命一樣。6月3日，公佈法令，以小面積分割出售外逃貴族的財產並在十年內分期支付；10日，公共土地的可按人頭自由選擇的分割;並於7月17日，沒有補償的廢除所有剩下的莊園的權利。
山嶽派試圖去除任何恐怖統治觀念，保護產權並限制群眾運動在非常狹窄的範圍內，以安撫中產階級。這實施需要精細的平衡方法，但7月份金融危機的惡化摧毀了這個平衡。公會迅速批准新憲法，希望能明確自己獨裁的責任和平息各省的憂慮。
人民權利宣言列於憲法文本文前面莊嚴地重申國家的不可分割和新聞自由，平等及反抗壓迫的偉大原則。它遠遠超出1789年的宣言，它加入公共援助，工作，教育和暴動的權利。沒有人能夠將自己的意志強加給別人。所有的政治和社會的暴虐都被廢除了。雖然山嶽派拒絕作進一步引領民主的道路，憲法成為所有民主派的聖經。
憲法的主要目標是確保公會的代表，看作是政治民主的基本。國民立法議會是直接投票給一個成員選舉產生；代表獲得簡單多數的選票就當選為代表，在立法議會任期為一年。執行委員會的24名成員由立法議會選舉產生；立法議會是經由公民普遍投票權的基礎從各省選出83名候選人組成，以這種方式選出的部長作為對國家負責的代表。國家主權的行使是通過公民投票制度的擴大-憲法是由人民來批准，成為可靠的精確定義情況下的法律。
憲法提交人民批准而且是1,801,918票贊成對比於17,610票的反對，以巨大同意票數通過的。公民投票的結果於1793年8月10日公佈，同時憲法文本至於神聖的約櫃中，放置在公會的辯論室，但是，憲法的實施被推遲到和平達成時。

### 聯邦黨人起義，戰爭和反革命

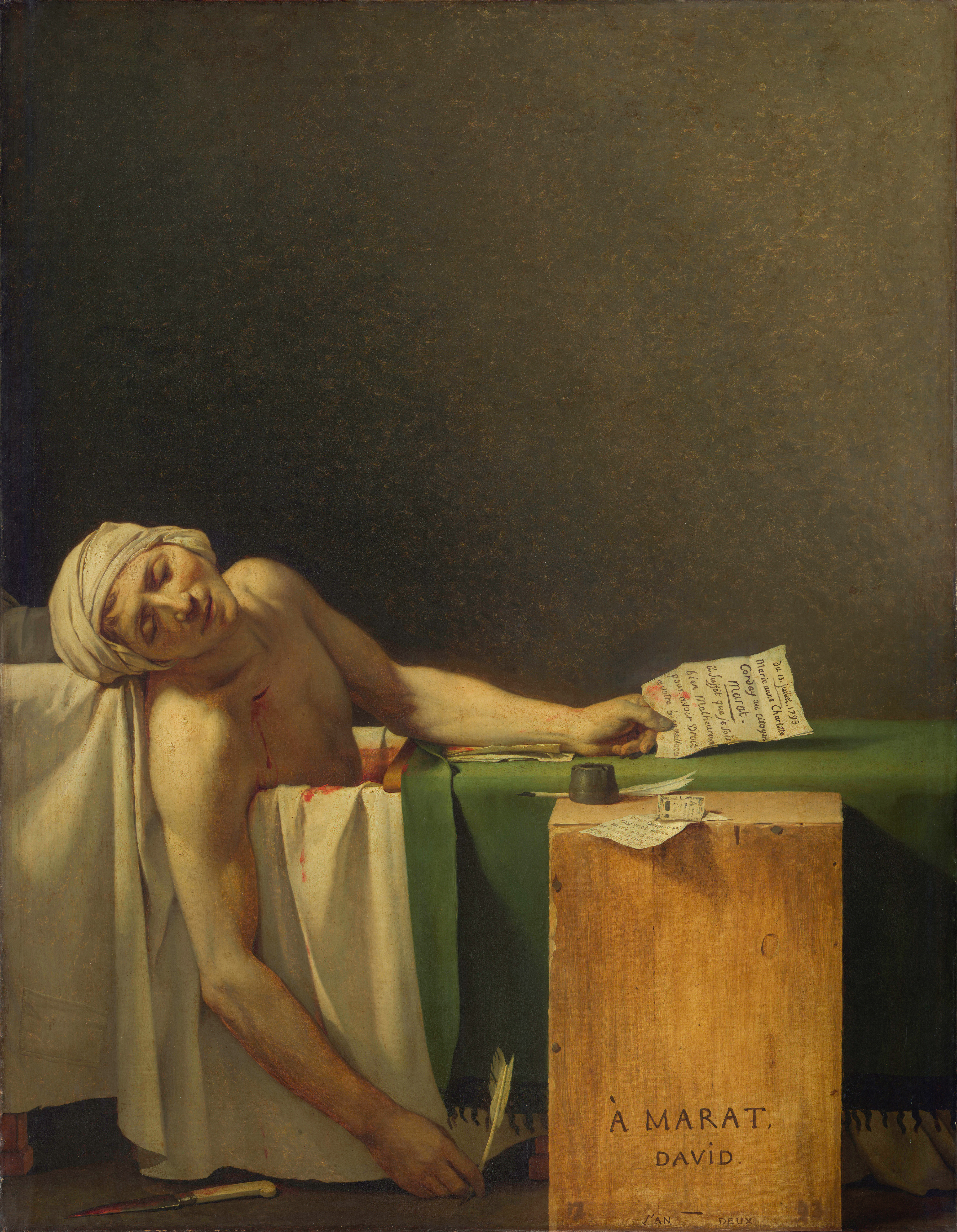
馬拉之死
雅克-路易·大衛繪，1793年，布魯塞爾

事實上，山嶽派面對嚴酷的局面-聯邦主義者的暴動，旺代地區內戰，軍事失敗和不斷惡化的經濟形勢。儘管這一切，都無法避免新的內戰。到六月中旬，大約六十省或多或少都有公開的叛變。幸運的事，邊境省一直保持對公會的效忠。反抗是很廣泛，而不是很強烈的。這基本上是省和地區行政部門的工作。公社，有更多的群眾組成，他們一般表現出不熱心或有敵意；和聯邦主義的領導人，儘管他們的完美的空話，對自己的目標缺乏信仰，並很快造成他們之間的分裂。他們之中真誠的共和黨對外敵入侵和旺代地區的內亂不可能不憂慮。他們那些人感受到自己被人民拒絕，而尋求溫和派的斐揚俱樂部，甚至於貴族的支持。
在邊境前線七月和八月分情況是嚴重的。美因茨以前的成功的象徵，在三個星期內向普魯士人投降，而奧地利人攻陷斯科河畔的孔代和瓦朗謝訥並入侵法蘭西北部。西班牙軍隊越過庇里牛斯山脈，並開始往佩皮尼昂推進。在薩丁尼亞王國趁著在里昂共和國軍隊的轉移，趁機由東南方入侵法蘭西。在科西嘉島，帕斯夸莱·保利的反抗軍在英國的支持下從驅逐島上的法蘭西人。在八月英軍展開圍攻敦刻爾克然後十月盟軍入侵阿尔萨斯。軍事局勢已經變得無可救藥。
此外，還有其他的偶發事件調合成為革命者的憤怒，使他們相信，他們的對手已經放棄了所有文明行為的約束。7月13日，夏綠蒂·科黛謀殺無套褲漢的偶像讓-保爾·馬拉。她曾在諾曼底與支持吉倫特派的叛軍有接觸，使他們相信是吉倫特派唆使她進行刺殺。
由於需要恢復它的活力和組織鎮壓措施的技巧，最初的幾天公會顯示缺乏深謀遠慮。拘票已經發出逮捕吉倫特派的反叛領袖；剝奪了反抗部門行政成員的職務。
其中危險的反抗恰恰就是那些大量保皇黨依然殘留的地區。在被認為是共和制的山嶽派和敵人盟友標識的保皇主義者之間，沒有第三方的空間。聯邦制的反抗是被擊敗政客不滿的表達，如果成功了，這將可能會導致君主制的恢復。在旺代地區保皇黨人的反叛已經迫使公會向採取恐怖統治的方向邁進-這就是說，中央專制集權和壓制自由。同時間的吉倫特派的暴動起義，也是促使公會採取恐怖統治的決定性因素。

### 革命政府
法蘭西臨時政府是革命性的，直到獲致和平。——1793年12月10日法令

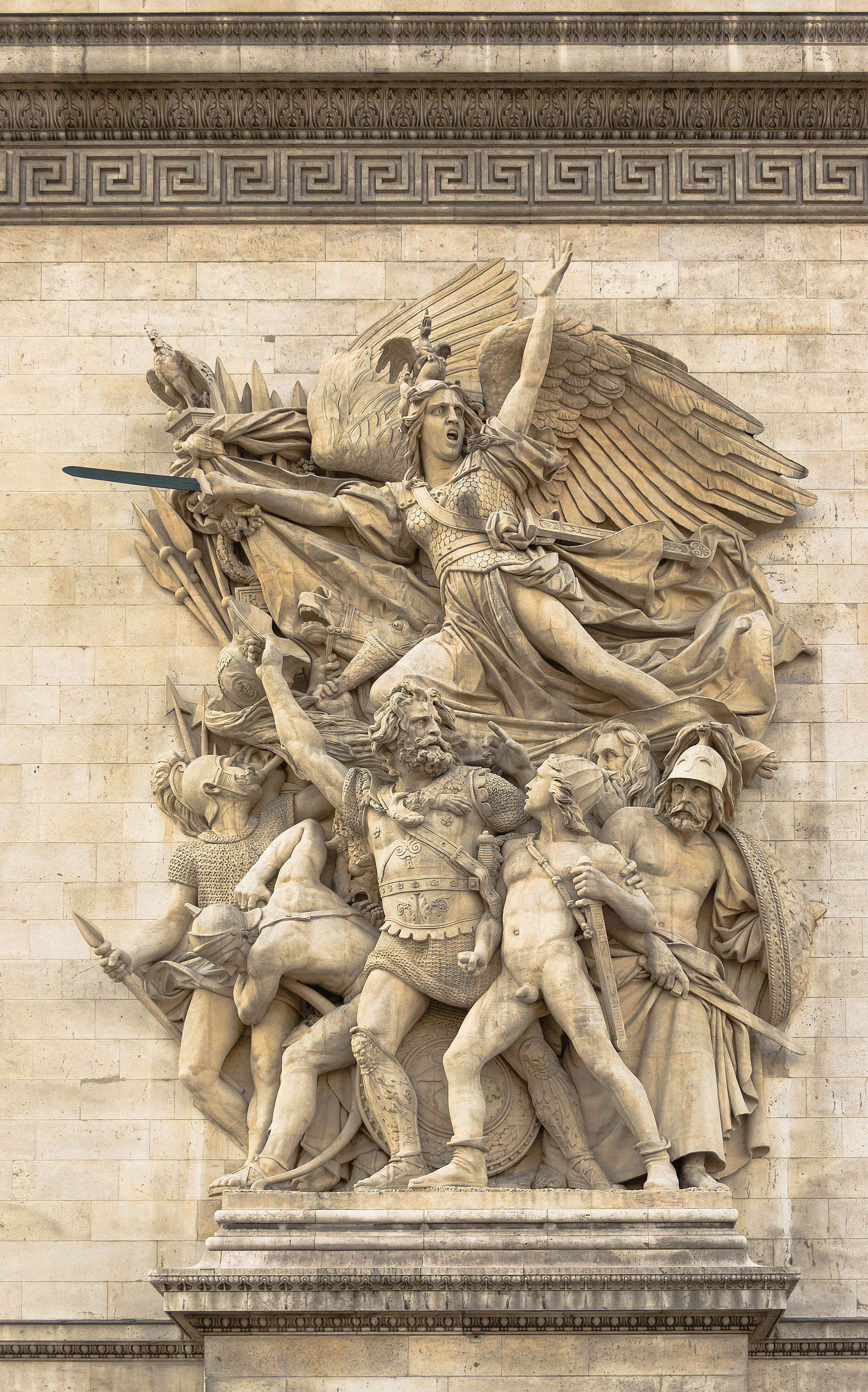
弗朗索瓦·呂德雕塑的“馬賽曲”

制憲議會已通過其委員會完成了立法。國民公會由法蘭西國民議會部長來治理。 1793年7月，羅伯斯庇爾和安東萬·路易·德·聖茹斯特加入掌控了救国委員會徹底改組，也就實際取得了執政權，協同運作的是治安委员会。這兩個委員會是恐怖專制統治必不可少的;治安委员会比較不出名，有真正的行政權威和極大的特權。1794年7月，治安委员会成為對抗救国委員會推翻羅伯斯庇爾的重要武裝力量。
1793年夏天，雙重訴求：凍結價格和恐懼外國的入侵，讓無套褲漢的騷擾達到高峰。更進一步傳來前所未有的叛國新聞：部隊守軍將土倫移給交敵人。作為可憐的貧苦人民的代表，“激情氓流”的領導人，與雅克·魯作為他們的首腦，呼籲計劃經濟，從國民公會反應不喜歡這主意。但是，國家專政調動資源的革命邏輯遠比經濟理論更強大。8月，一系列法令授予當局對糧食的生產和流通有自由裁量權，以及對舞弊施以殘暴的懲罰。“大量的糧倉”備妥了，當局在每個區徵用存備糧食。8月23日頒佈大規模徵兵法令將身強力壯的平民轉變成為士兵。
9月5日，巴黎人試圖重複1793年5月31日-6月2日的暴動。武裝的派系再次包圍該公會要求建立內部的革命軍，逮捕犯罪嫌疑人和對各委員會進行清洗。這可能是在革命政府的形成關鍵日：公會交出權力，但事件得到控制。9月5日將恐怖統治排上議程，6日選舉让-马里·科洛·代尔布瓦和雅克-尼古拉·俾约-瓦伦進入救国委員會，9日創建革命軍，11日頒布糧食和飼料的全面限價法令（並在29日普遍控制價格，和工資），14日重組革命法庭，17日通過拘捕犯罪嫌疑人的法律，並於20日給賦予當地革命委員會擬定他們拘提名單的任務。
公會和委員會的專政，同時由巴黎“派系”支持和控制，代表人民主權持久的會議，從六月持續到九月。三月春它通過隨意成立的機構網絡統治革命法庭，並在各省派駐特派代表;在四月份由公會指派特派代表到軍隊，並賦予無限的權力;並強制執行驗收“指券”作為唯一的法定貨幣，糧食價格管制和強制向富有的人貸款十億里弗爾。
法蘭西終於看到初具規模的政府。乔治·雅克·丹东在7月10日辭職。喬治·庫東，安東萬·路易·德·聖茹斯特，讓·邦·聖-安德烈和皮埃爾·路易·皮耶爾形成堅定的山嶽派核心和贝特朗·巴雷尔及讓-巴蒂斯特·羅伯特·蘭代結盟，然後，7月27日後續加入羅伯斯庇爾，拉札爾·卡諾和8月14日的克洛德·安托万·普里厄-迪韦努瓦，再來9月6日的让-马里·科洛·代尔布瓦和雅克-尼古拉·俾约-瓦伦。他們緊抱成為團伙，幾乎沒有清晰的想法：進行指揮，戰鬥，及征服。他們的共同點，危險、掌握權力的品味及傲慢，促使委員會成為休戚相關的自治有機體。
該委員會總是合議管理，儘管各督政官的任務具有特殊性：熱月政變後的發明劃分為“政治”和“技術”，打算將雅各賓恐怖統治的屍體單獨的奠基於羅伯斯庇爾派的門口。然而，設置的十二個委員，使許多事情相持不下；贝特朗·巴雷尔在委員會，但更是公會的人並且是與平原派的連結。讓-巴蒂斯特·羅伯特·蘭代對恐怖統治有疑懼，相反的，卻是後來九月被無套褲漢強制加入委員會的让-马里·科洛·代尔布瓦和雅克-尼古拉·俾约-瓦伦強調的主題；不同於羅伯斯庇爾和他的朋友，拉扎尔·卡诺給予他的支持僅是暫時和對國家的合理行為人民的政策讓步。在1793年夏天的情況下，他們團結因素大過分歧。委員會不得不將自己設定的高於一切，而選擇最重要最適合於民眾要求達成公會的目標：擊潰共和國的敵人和粉碎貴族們的最後希望。以公會之名進行統治，同時控制它，並抑制人民沒有淬熄他們的熱情-這是一場賭博。
各種機構，措施和程序的整套出台，編纂整理為12月4日發佈的法令，就按捺下逐步發展成為建立在恐怖統治基礎上中央獨裁的戳印。國民公會是核心，世俗的手臂是救国委員會，賦予無與倫比的權力：它解釋該公會的法令，並設定他們的實施方法；根據其直接授權它只會所有國家機關和全體公務員（甚至與各部長在1794年4月也消失了）；它指導軍事和外交活動，任命將軍和其他委員會成員，但須經公會的批准。它承擔指導戰爭，公共秩序和供應人民需求的責任。巴黎公社，著名的無套褲漢堡壘，在它的控制下也隨之失去活動力。

#### 經濟
行政和經濟的集中化攜手並進。圍堵階段迫使法蘭西進入自給自足的基礎經濟社會；拯救共和國政府動員了全國所有的生產力並無奈的需要接受一個控制的經濟，這些都是立刻實施的，因為是緊急情況所需要的。制定戰爭生產，重振外貿，並在法蘭西本身尋找新的資源都是必要的；而且時間短促。情況逐漸迫使十二人委員會承擔了農村的經濟管理。配合軍隊的體制，這是其最原始功能的工作。
所有的物質資源接受徵用。農民交出他們的糧食、飼料、羊毛、亞麻和大麻。工匠和商人放棄他們生產的產品。仔細尋找原物料——各種金屬、教堂的鐘、舊紙、破布和羊皮紙、草、灌木甚至家庭的灰燼也收集製造鉀鹽，和栗子用來蒸餾。所有企業都被置於國家處置——森林、礦山、採石場、熔爐、鍛造、皮革廠、造紙廠、大型織布工廠及製鞋工場。人民的勞動和制作品的價值都受到價格管制。沒有任何人有權以處於危險之中的“祖國”為代價進行投機。武裝力量引起更多的關注。早在1793年9月就努力在巴黎建造大工廠生產步槍和隨身武器。特別呼籲科學家們，加斯帕爾·蒙日、亞歷山大-泰奧菲爾·范德蒙德、克洛德·贝托莱、让·达尔塞、安托万·弗朗索瓦·富克鲁瓦完善冶金和製造武器工藝。
只有讓工資賺取者盡到最大能力似乎是最確實徹底有利的。相比於1790年他們的工資增加了二分之一，而大宗商品只上漲了三分之一。但由於委員會並不保證它得到關注（除了麵包價格外），工人們會被欺騙，他們總是為一個偉大的戰爭提供勞動力，最終沒有從有利條件中受益。不過，巴黎已經平靜了，因為無套褲漢在逐漸設法生存；“大規模徵兵”隨後組成革命軍隊細化他們的身份；現在許多人都在已經極大地擴張的製造武器裝備的場所，或在機關委員會及各辦事處工作。

#### 共和第二年(1793年9月22日到1794年9月22日)的軍隊
像一道閃電驚嚇他們，像晴天霹靂擊潰他們。——拉扎爾·卡諾
在夏季，徵兵命令已經完成，到七軍隊總兵力已高達65萬名。困難是巨大的。戰爭生產九月剛剛開始。部隊的整頓進行中。1794年的春天進行了合併。兩個志願者組成的營加入一個的正規營組成一個半旅團。同時指揮系統也重新建構。整頓結束後大多數貴族被排除。新一代指揮晉升到最高階，“法蘭西戰爭學院”從每一區招收六名年輕人以增加幹部學員。陸軍指揮官由國民公會任命。
陸續出現的軍事指揮官品量是無與倫比的：弗朗索瓦·塞弗兰·马尔梭-德格拉维耶、拉扎尔·奥什、讓-巴蒂斯特·克萊貝爾、安德烈·馬塞納、讓-巴普蒂斯·儒爾當，和大量的其他人，無論那個軍官都具備作為軍人的健全能力和公民的責任感。 
對於自古以來真正的國家軍隊開赴戰場打仗，也是首次，一個國家成功地武裝和供養大批士兵-這是共和國第二年軍隊的新特點。技術創新主要源于其龐大的規模，以及從開始制定的主要戰略導致的。舊體制的綬章失去它了威信。沿邊界部署部分的部隊，法蘭西可以沿著內線機動，在聯盟的軍隊之間移動，並對他們任何一個無所作為的敵人採取優勢擊敗他們。通過“大規模徵兵”，並在數量上絕對壓倒敵人-這就是拉扎爾·卡諾的原則。他們還沒有嘗試過，直到波拿巴出現前他們沒有享受過任何巨大的成功。

#### 恐怖統治
建構共和國就是徹底毀滅反對它的。——聖茹斯特
雖然恐怖統治法令是在1793年9月頒佈的，直到十月並沒有真正實施，而且，由於從民眾運動的壓力的結果。9月5日新組建的革命法庭，分為四個部分：救国委員會和治安委员会都將提名法官和陪審員；安托万·康坦·富基耶-坦维尔擔任公訴人，马夏尔·约瑟夫·阿芒·埃尔曼被提名為主席。
10月份開始政治的大審判。10月16日皇后送上斷頭台。一項特別法令阻止包括皮埃尔·维克蒂尼安·韦尼奥和雅克·皮埃爾·布里索在內的 21名吉倫特派辯護權利，他們在31號被處死。
共和國第二個恐怖統治的政治機構首腦在治安委员会，每個月由國民公會選出十二名成員，掌管安全，監視和警察職能，包括對民事和軍事當局。它顧用大量工作人員，領導逐漸構成網絡的地方各級革命委員會，通過數千個地區告發並逕行逮捕，然後應用法律審問篩選犯罪嫌疑人。
它打倒全國各地共和國的敵人，無論他們是誰。它在社會上是任性隨意的而政治上是敏銳的。它的受害者類別是屬於討厭革命的或居住在叛亂最嚴重地區的。“各省鎮壓措施的嚴厲性，是和反抗的危險度成正比”，阿尔贝·马蒂耶寫道。
然後，由救国委員會派出公會代表作為“特派代表”，全權帶領武裝部隊，根據當地的情況和自己的氣質做出迅速的反應：在七月份讓-巴蒂斯特·羅貝爾·蘭代診壓西部吉倫特派沒有判處任何一個死刑；在里昂，幾個月後，让-马里·科洛·代尔布瓦和約瑟夫·富歇依靠頻繁即時的槍決，因為斷頭台處決的速度不夠快。

### 各宗派的殞落
遲至九月，在革命者之間新出現了的兩個明顯不同的左、右派系。首先是那些後來被稱為埃貝爾派-儘管雅克·R·埃貝爾他自己從來就不是一個政黨的領袖-鼓吹戰爭鬥到極點，並採用“激情氓流”方案，因為無套褲漢認同它。他們更喜歡協同山嶽運作，希望通過他們控制了該公會。他們主導科德利埃俱樂部，任職於讓·巴蒂斯特·諾埃爾·布紹特的辦事處，並可以和他們共同運作巴黎公社。因應革命政府委員會的集權和獨裁另外興起的- 丹东派；而公會代表圍繞的核心：乔治·雅克·丹东、让-弗朗索瓦·德拉克鲁瓦、卡米爾·德穆蘭是他們之中最顯著的。
將國防的需求置於所有其他考慮之上，救国委員會對群眾運動或溫和派的要求沒有任何讓步的意圖。回應民眾運動的主張，對革命的團結將受到損害，而溫和派的要求會削弱物價控制和經濟發展的基礎，如果要保證對戰爭支持的力度，並確保對所有法令的服從，因此恐怖統治是必不可少的。但是，他們倆派之間的矛盾要求怎麼才能獲得的平衡呢？革命政府的政策是，保持溫和派和極端分子中間的位置。
但在1793年的冬季結束時，食物的短缺急轉直下的惡化。該埃貝爾派煽動無套褲漢要求嚴格的措施，並在首先委員會並同意安撫。該公會投1000萬救災，[ 需要澄清 ] 風月3日(二月22日) 贝特朗·巴雷尔提出了新的全面限價法令而風月8日(2月27日)安東萬·路易·德·聖茹斯特頒佈了風月法令，沒收流亡者和反對革命者的財產，並重新分配給有需要的人。的科德利埃俱樂部認為，如果它增加了壓力，這將勝利一勞永逸。然而當時，暴動起義，大概被提出討論，會有一個新的像1793年9月的在示威遊行。但委員會在共和二年風月22日(1794年3月12日)決定，與埃貝爾派分手。針對雅克·R·埃貝爾、夏尔-菲利普·龙桑、弗朗索瓦-尼古拉·樊尚和安托万-弗朗索瓦·莫莫罗，救国委員會再加上政治避難者贝托尔德·普罗利、阿纳卡西斯·克洛茨和雅各布·佩雷拉，從而是他們羅織為“外國陰謀”組織。所有的人都在芽月4日（3月24日）處決。然後，委員會轉向右派，幾個成員，牽連在金融腐敗。公會被恐嚇撤消九名議員代表的豁免權。4月5日乔治·雅克·丹东、让-弗朗索瓦·德拉克鲁瓦、卡米爾·德穆蘭、皮埃爾·菲利波被處決。
芽月的審判改變了整個政治局勢。由於處決了埃貝爾派，無套褲漢們驚呆了。他們有影響力的職位，一個一個被解除：革命軍被解散，食物囤積的檢查人員被解僱，讓·巴蒂斯特·諾埃爾·布紹特失去了戰爭部長職位，科德利埃俱樂部被驚嚇分裂到無法可想，政府的壓力，導致39個群眾社團被關閉。巴黎公社被清洗，然後以委員會提名人填補。多數由國民立法議會加入第一次創造了恐怖統治政府的丹东派也被處決了。
因失去它的權力來源，救国委員會發現他們自己任憑公會擺佈。已經迫使公會打擊了[[吉倫特派和丹东派，它認為它有一個安全的多數。但這是錯誤的。公會從來沒有由於這些犧牲原諒委員會。委員會是作為公會和無套褲漢之間的中介而從中獲得了它的權力。經由與無套褲漢的決裂，委員會解放了國民立法議會，並完成它的解構，它只能由內部分裂。

### 1794年熱月(7月)
革命已經冷卻；所有的原則都減弱了；留存的就只有戴著紅色無邊帽的陰謀家。——聖茹斯特

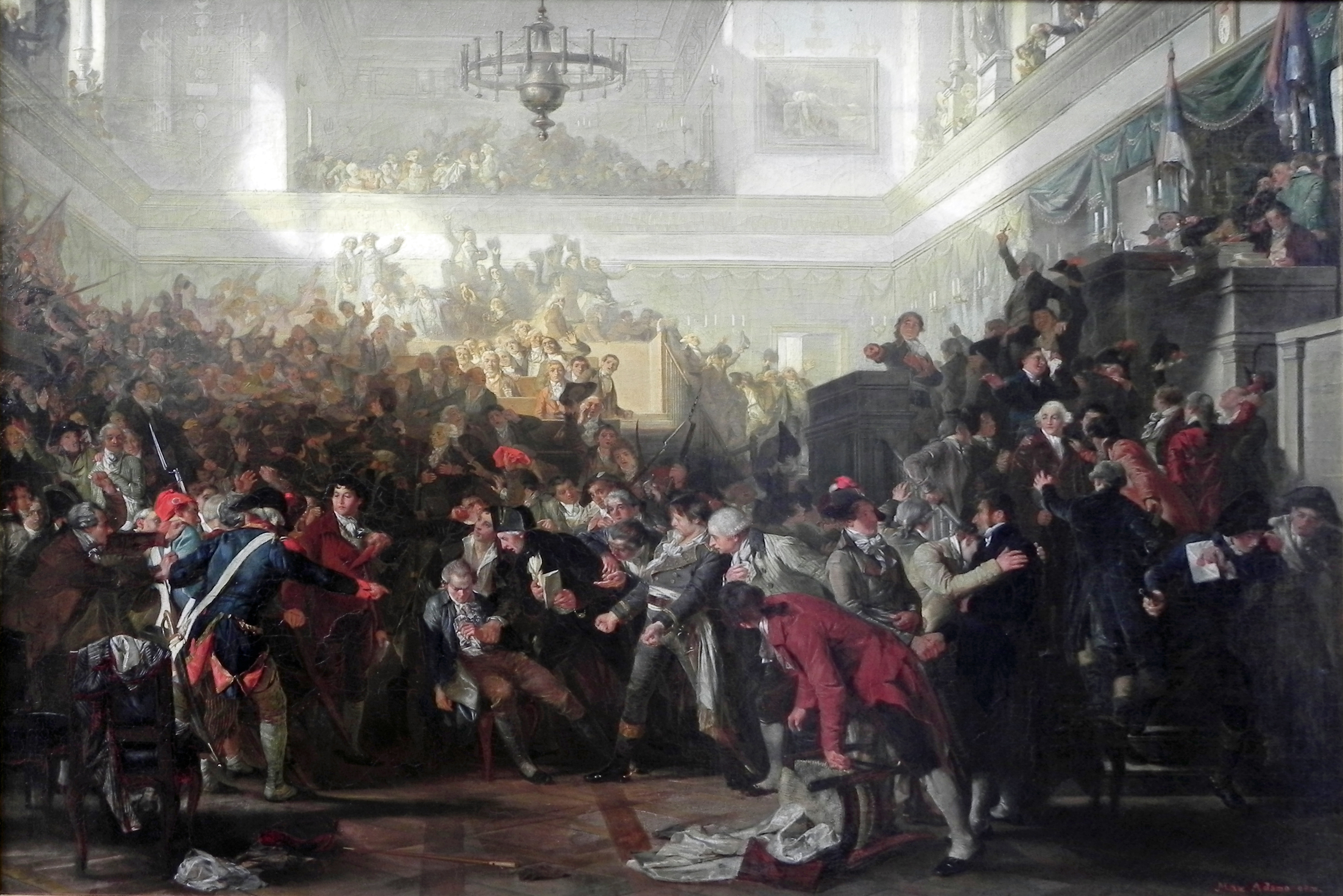
1794年7月27日熱月政變

雅各賓專政只能希望繼續執政，保有權力使它能成功的處理國家緊急情況。一旦其政治對手被摧毀，擊敗外國的敵人，它就失去了主要維持團結的力量。雅各賓專政垮台的需要不是如此迅速，但卻有其他更特殊的，更本質的原因。
只要它保持團結，委員會幾乎是無懈可擊，但它的實力幾乎還未達到其最高峰，內部衝突的跡象就出現了。救国委員會從未是性質純一的實體。它是一個聯合內閣。其成員被放在一起很少是因志同道合或具有共同的理想，而是通過算計和例行工作。新聞業務起初阻止個人的爭吵也產生令人厭倦的中樞。些許差異，被誇大生死的問題。小糾紛使他們相互間彼此疏遠。
這些有能力和誠實的人都是獨裁主義者。尤其是拉扎爾·卡諾，他盡其所能的工作而且對危機過度估算，對羅伯斯庇爾和安東萬·路易·德·聖茹斯特直接批評他擬定的計畫，會難以克制自己被激怒。羅伯斯庇爾，他的健康狀況虛弱，表現急躁，並不輕易妥協原諒，不存在朋友之間的友好和溫柔，而是無所不在的冷淡和隔閡。爭執緊接著爭執。在救国委員會爆發了綿延不斷的爭吵，拉扎爾·卡諾描述羅伯斯庇爾和聖茹斯特是“荒謬獨裁者”而让-马里·科洛·代尔布瓦含蓄對“廉潔”——是羅伯斯庇爾的綽號——進行攻擊。從6月底到7月23日羅伯斯庇爾不再參加委員會。
感覺到分裂的危險，他們試圖和解。聖茹斯特和喬治·庫東贊成，但羅伯斯庇爾懷疑他的敵人的誠意。他引起的公會致命的妨礙。在共和二年熱月8日(1794年7月26日)，他譴責他的對手，並要求實現“政府的統一”。當要求說出被他指控那些人的名字，但他拒絕了。這個玩忽毀了他，因為人們認為他是要求一張空白支票。這一夜，由感受到威脅的代表和平原派的成員，組成了一個不穩定的聯盟。第二天，熱月9日(7月27日)，他們的起訴書頒佈，羅伯斯庇爾和他的朋友們不許說話。極左的人發揮的主導角色：雅克-尼古拉·俾约-瓦伦起動攻擊，让-马里·科洛·代尔布瓦統籌指揮。
巴黎公社聽到這個消息，曾受激勵忠於他的人，呼籲叛亂在傍晚動員兩三千名武裝分子，並要求釋放被捕代表。巴黎在熱月9-10日的深夜陷於很大的混亂，因為公社和公會爭取各區和他們部隊的支持。該公會宣稱，叛軍今後是”全民公敵”；保羅·巴拉斯賦予召集武裝力量的任務，而溫和區段給予他們的支持。集結在巴黎市政廳外的國民警衛隊和砲兵，在沒有指令情況下一小群一小群的分散離開，留下一個冷清的廣場。約在凌晨兩點由莱昂纳尔·布尔东領導來自格拉维利耶区的縱隊突擊攻入巴黎市政廳並逮捕叛亂分子。
熱月10日（1794年7月28日）傍晚，羅伯斯庇爾、聖茹斯特、喬治·庫東及其19名政治盟友未經審判送上斷頭台處決。接下來的日子，是個轉向，是革命的全過程最大規模，有大批量的71人被處決。

## 熱月黨人的國民公會
无论阴谋家们出于什么原因在热月9日行动，之后的事件都超出了他们的意图。显而易见，委员会的其余成员冀望繼續留任和巴結雅各賓的專政，好像除了清黨什麼也沒有發生過。

### 熱月政變
他們迅速去除這個概念的錯誤想法。羅伯斯庇爾派可能被清除出去而丹东派進來：公會已經恢復了它的主動，將一勞永逸的，將委員會逐出權力核心，結束獨裁委員會的統治。它頒布法令，任何管理委員會成員的任期為四個月。三天後，牧月22日法令被廢除並剝奪革命法庭異常的權力。巴黎公社人員由民政委員會替代，歸屬於公會的行列。11月，雅各賓俱樂部被關閉。不只是反羅伯斯庇爾派也是像洪水般的全面的反雅各賓派。在九月初让-马里·科洛·代尔布瓦、雅克-尼古拉·俾约-瓦伦和贝特朗·巴雷尔離開了救国委員會；到年底，他們都關入監獄。
這樣，政府的穩定性受到破壞。接下來是權力的集中，另一個革命原則。救国委員會與行政機關的整合在菓月7日(8月24日)結束，僅限制在昔日的戰爭和外交領域。治安委员会維持對警察的控制。現在總共存在16個委員會。當公會成員意識到斷裂的危險，甚至更擔心他們的權力被壟斷的經驗。幾個星期後革命政府被解散。
最後，這些措施影響，恐怖統治手段並使鎮壓的機關組織產生許多漏洞。牧月22日法令被廢除後，監獄大門敞開，“犯罪嫌疑人”被釋放：在巴黎一個星期釋放了500人。一些公開審判上演——包括被指控在南特將大批人溺斃的让-巴蒂斯特·卡里耶和1794年春末夏初的大恐怖時期聲名狼藉的公訴人安托万·康坦·富基耶-坦维尔——之後，革命法庭就靜靜地晾在一邊。
革命政府系統的破壞，最終帶來經濟恐慌的後果。《全面限價法令》甚至在熱月9日前已被放寬。現在，不再有人相信它了。因為黑市有充分的供應，公众認為價格管制等於匱乏而自由貿易會導致豐盈。人們普遍認為價格會上漲，然後因為競爭的結果，價格會下降。這種幻覺在冬季破滅了。在共和國三年雪月4日（1794年12月24日），國民公會正式废止《全面限價法令》。
放棄經濟的控制引發了可怕的災難。價格瘋漲而匯率下跌。共和國面臨大規模的通貨膨脹，它的貨幣被摧毀了。在共和三年（1795年）熱月，指券只值它原來3％的面值。無論是農民還是商家都只接受但現金。這次崩潰是如此迅速，經濟動力似乎全面停滯不前。
這場危機因飢荒更加劇了。農民停出售任何產品，因為他們不希望接受指券。政府繼續提供巴黎，但不能提供所承諾的口糧。在各省地方市政當局訴諸各種法規，不能以直接強制規定在取得供給。農村短期工的悲慘，被大家拋棄，往往是慘不忍睹的。通貨膨脹毀了債權人而有利於債務人。它釋放出了沒有前例的投機行為。
在新春伊始，如此大規模的匱乏，幾乎無處不在的出現了更多的騷亂。巴黎再度的激盪。

### 民粹運動的撲滅
麵包和1793年憲法——共和國三年牧月1日暴動日間集會口號

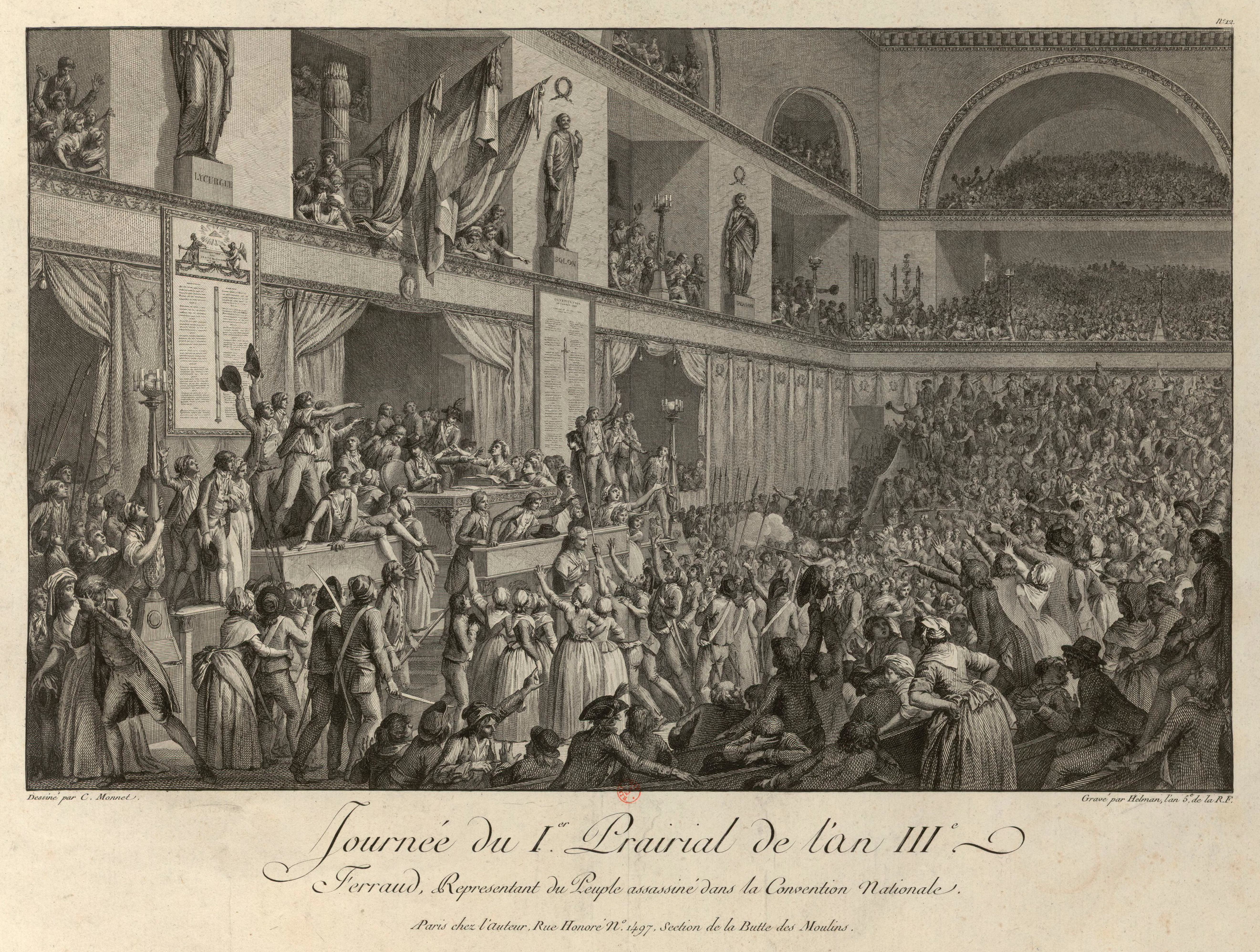
共和國三年牧月1日(1795年5月20日)暴動

物資短缺升高了不滿。3月17日，從圣马塞尔郊区和聖雅克郊區派出的代表團抱怨，“我們為革命所作出的犧牲，已經使我們瀕臨後悔”。警察法通過該對使用煽動性語言取消了死刑。武器分發給了，國民警衛隊忠實核心的“好市民”。力量的磨煉正在逼近。
芽月10日（3月30日），所有各區招集他們的會員大會。巴黎政治地理學從這裡明確的顯現了。會議辯論集中在兩個議題：贝特朗·巴雷尔、让-马里·科洛·代尔布瓦、雅克-尼古拉·俾约-瓦伦和马克-纪尧姆·亚历克西·瓦迪耶的命運，和實施1793年憲法。雖然中心和西邊的區段呼籲對“四個政變主謀”的懲罰和採取措施應對糧食短缺，東部的區段和新城區要求應對糧食危機，實施1793年憲法，重新開放人民社團和釋放被囚禁的愛國者。
芽月12日（4月1日）上午人潮聚集的“城島”，並推開了宮廷侍衛，衝進國民公會集會廳。在一片嘩然中，各區的代言人概述了人民的冤苦。可靠國民警衛隊被召來，然後示威者，缺乏武器和領導者，被迫撤離。對於大多數人來說這是1793年憲法-當作是一個解救的烏托邦-是解決所有罪惡的代表。還有其他人公然的對“羅伯斯庇爾的統治”的消逝感到遺憾。
但它不是結束。一個新的動盪已在地平線上升起。起義當時正在公開的準備。牧月1日（1795年5月20日），警鐘在圣安托万郊区和圣马塞尔郊区敲響。武裝群眾到達卡鲁塞尔广场，進入熱月黨人的國民公會集會室。沸沸揚揚的一小時後，“人民起義”（L'Insurection du Peuple）被宣讀。在混亂中，沒有一個頭目企圖實施該計畫的重點項目︰ 推翻政府。
剩餘的山嶽派，設法獲得利於叛軍訴求的法令。但在下午11:30兩列武裝軍進了集會室，並清除了暴徒。第二天，武裝分子重複同樣的錯誤，並在接到代表承諾盡快採取對抗飢荒的措施後，迅速地回到各自的區段。
牧月3日政府召集忠誠部隊、輕裝步兵和龍騎兵以及經過挑選而“幸運地被保留”的國民警衛隊——總共20,000名。圣安托万郊区被包圍，並於牧月4日投降，被解除武裝。對如何反應的不確定性、猶豫的行動以及缺乏革命性的領導已經注定了在這場民眾運動戰鬥中失去了最後一次的機會。
共和三年牧月4日（1795年年5月23日）是革命時期關鍵的日子之一。人民已不再是一個參與歷史的政治力量。他們現在最多就只能是受害者或觀眾。這一天，應被視為革命的結束日期。現在它的主發條被打斷了。

### 共和3年(1795年)的憲法
皇室和無政府狀態之間的一條中間道路。——安托萬·克萊爾·蒂博多

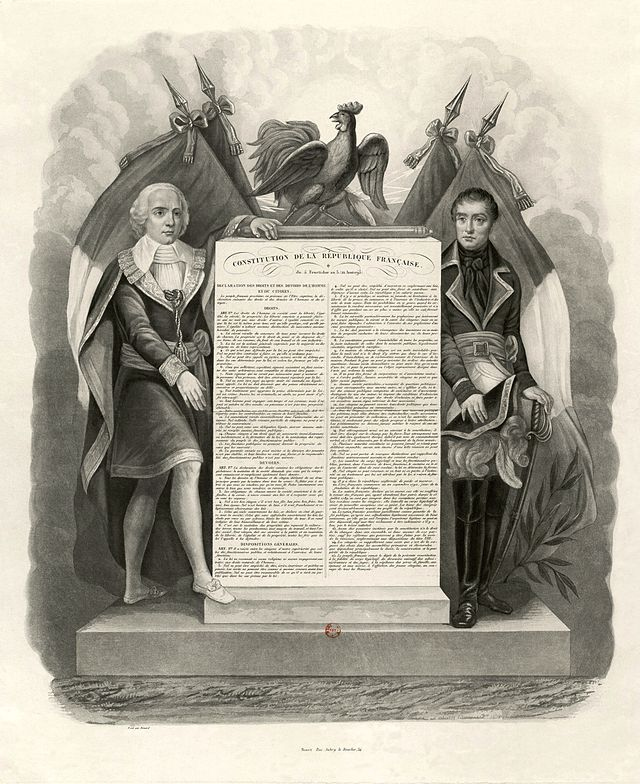
共和暦3年憲法（1795年8月22 日）

勝利者現在可以建立一個新的憲法，在國民大會原本被選為任務。十一屆委員會（其中是最顯著的成員皮埃爾·克洛德·弗朗索瓦·多努，让-德尼·朗瑞奈，弗朗索瓦-安托万·德·布瓦西·当格拉，安托萬·克萊爾·蒂博多和路易·马里·德·拉雷韦利埃-莱波）起草文本，這也反映出新的權力平衡。草案獲月5日（6月23日）被提交，在和1795年8月22（共和三年菓月5日）通過。
新憲法又回到了1791年以國家作為主導思想的憲法。平等肯定確認，但公民的平等受到限制。1793年憲法的許多民眾的權利——工作的權利、救濟、教育——被省略。公會需要界定權利，同時拒絕舊的秩序和社會階級的特權。
憲法回歸到主動和被動的公民之間的區別。只有公民超過二十五歲、備置二百天工作的收入，才有資格成為選民。這個選舉主體掌握實權，有30,000人，只有1791年一半。基於最近的經驗指導下，機構的設立，要保護共和國規避兩個危險：議會的無限制權力及獨裁權。
提出兩院制立法機關作為應付突發政治波動的預防措施：五百人院有權提出法律建議而元老院的250名代表有接受或拒絕所提出法律的權力。執政權是使用由五百人理事會和元老理事會共享，元老理事會由五百人理事會的提名清單中選出五名督政官。在兩院五年的任期內，每年每個督政官都要重新圈選，連選可連任。作為實際的預防措施之一，議會集會地點60英里以內不允許有軍隊，而且集會地點在危險情況下可以搬遷。督政府依然保留了巨大的力量，包括緊急權力，以遏制新聞自由和結社自由。
這部憲法普遍性滿意的接受，甚至那些右派，都期望即將舉行的選舉，更樂於擺脫他們非常怨恨的立法機構。
但如何確保新選舉產生的機構，不會像先前的立法議會依樣推翻憲法？熱月黨人共和暦3年菓月5日(1795年8月22日)通過發布法令“形成一個新的立法機構”。第二條規定：“目前公會中的所有成員都可參選。會議召集，所形成立法機構原先的代表不能少於三分之二”。這就是所謂的三分之二法則——保留三分之二國民公會議員的法令。

### 葡月

葡月13日，在聖奧諾雷路聖洛克教堂前面，拿破崙·波拿巴鎮壓保皇黨人叛亂。

9月23日結果公佈：憲法是由1,057,390票所接受，只有49,978反對。三分之二法令僅獲得205,498贊成票和108,754反對票。
但是，公會尚未計入那些巴黎反對三分之二法令的的分區，而且未能提供準確的投票數字：47個巴黎分區拒絕這法令。十八個巴黎區的結果有爭議。勒佩勒捷（Lepeletier）區發佈暴動的號召。葡月11日（10月3日）七個區陷於暴亂，這是區自熱月9日政變後就是公會的基礎，然而現在，倘若不是保皇黨,也是極右派獲勝。該公會宣布自己繼續執政不願交出執政權。公會議員們知道票數。他們了然於心起義的藝術並知道對付花花公子遠比對付無套褲漢容易。五名成員包括保羅·巴拉斯被任命應對危機。葡月12日（10月4日）發出廢除先前恐怖分子的解除武裝和呼籲無套褲漢的法令。
起義在葡月12-13日（10月4-5日）的晚上展開，與共謀的雅克-弗朗索瓦·梅努將軍，內部軍隊指揮官。首都大部分的叛軍都有他掌控，大約兩萬名左右，組成叛亂的中央委員會並包圍國民公會。巴拉斯已經招募了失業青年將軍，前者羅伯斯庇爾黨人拿破崙·波拿巴，之中還有其他將領——让·弗朗索瓦·卡尔托、紀堯姆·布律納、路易·亨利·卢瓦宗和皮埃尔·杜邦·德莱唐。未來的“元帥”，若阿尚·繆拉隊長，設法奪取薩布隆營地（Sablons）的大砲，而叛軍沒有任何火砲，被擊退而潰散。
溫和的鎮壓跟著發生並終止了在南方的第一次白色恐怖。在共和四年霧月4日(1975年10月26日)，在國民公會結束,督政府成立前，公會投票發佈“與革命相關連行為的專屬”大赦。

## 遺產
大英百科全書第十一版在國民公會的詞條總結說：“國民公會的工作，在公共事務中的所有部門是極好的。沒有偏見的瞭解，我們應該記住，這個議會由內戰和外敵入侵的危機中拯救了法蘭西，它成立公共教育系統（博物館、巴黎綜合理工學院、巴黎高等師範學校、法國國立東方語言文化學院、音樂學院），設立重要地位的資本機構，如“公共債務合併報表”，並明確構建了法蘭西大革命對社會和政治的利益。“1793年由民間委員莱热-费利西泰·松托诺和艾蒂安·波尔弗雷尔在法屬聖多明哥推動的廢除奴隸制，縱然這絲毫沒有影響馬丁尼克和瓜德羅普島，但是，依據1794年2月4日（雨月16日）的法令，國民公會不僅批准了並還擴展到整個法蘭西殖民帝國，這個法令被1802年5月20日法令撤消。

### 引用
1. ↑  Dupuy 2005，第34-40頁.
2. ↑  Thompson 1959，第310頁.
3. ↑  The National Convention （页面存档备份，存于） 1906
4. ↑  Aulard 1910，第147頁.
5. ↑  Thompson 1959，第315頁.
6. 1 2  Hampson 1988，第157頁.
7. ↑  Reilly, Benjamin. . Social Science History. 2004  [19 March 2016]. （原始内容存档于2016-10-18）.
8. ↑  Bouloiseau 1983，第51頁.
9. ↑  Bouloiseau, et al. "Oeuvres de Maximillien Robespierre," pp.129–130, Tome IX, Discours.
10. ↑  Jordan 1979，第59頁.
11. ↑  Lefebvre 1963，第270頁.
12. ↑  Soboul 1974，第284頁.
13. ↑  Lefebvre 1963，第272頁.
14. ↑  Lefebvre 1963，第42頁.
15. ↑  Soboul 1974，第309頁.
16. ↑  Soboul 1974，第311頁.
17. ↑  Thompson 1959，第356頁.
18. ↑  Soboul 1974，第313頁.
19. 1 2  Lefebvre 1963，第55頁.
20. ↑  Soboul 1974，第314頁.
21. ↑  Bouloiseau 1983，第67頁.
22. ↑  Soboul 1974，第316頁.
23. ↑  Mathiez 1929，第338頁.
24. ↑  Mathiez 1929，第336頁.
25. ↑  Hampson 1988，第189頁.
26. ↑  Mathiez 1929，第337頁.
27. ↑  Mathiez 1929，第340頁.
28. 1 2 3  Furet 1996，第134頁.
29. 1 2  Furet 1996，第132頁.
30. ↑  Lefebvre 1963，第68頁.
31. ↑  Furet 1996，第133頁.
32. ↑  Lefebvre 1963，第62頁.
33. ↑  Lefebvre 1963，第64頁.
34. ↑  Bouloiseau 1983，第100頁.
35. ↑  Lefebvre 1963，第100頁.
36. ↑  Lefebvre 1963，第104頁.
37. ↑  Lefebvre 1963，第101頁.
38. ↑  Lefebvre 1963，第109頁.
39. 1 2  Lefebvre 1963，第71頁.
40. ↑  Soboul 1974，第403頁.
41. ↑  Lefebvre 1963，第96頁.
42. ↑  Soboul 1974，第400頁.
43. ↑  Lefebvre 1963，第99頁.
44. 1 2  Greer 1935，第19頁.
45. ↑  Soboul 1974，第341頁.
46. ↑  Furet 1996，第135頁.
47. ↑  Furet 1996，第138頁.
48. ↑  Lefebvre 1963，第61頁.
49. ↑  Soboul 1974，第359頁.
50. ↑  Lefebvre 1963，第88頁.
51. ↑  Hampson 1988，第220頁.
52. ↑  Hampson 1988，第221頁.
53. ↑  Lefebvre 1963，第90頁.
54. ↑  Andress 2006，第288頁.
55. ↑  Thompson 1959，第502頁.
56. 1 2  Hampson 1988，第229頁.
57. ↑  Thompson 1959，第508頁.
58. 1 2  Lefebvre 1963，第134頁.
59. ↑  Furet 1996，第150頁.
60. ↑  Soboul 1974，第411–412頁.
61. 1 2  Thompson 1959，第516頁.
62. ↑  Woronoff 1984，第2頁.
63. ↑  Rude 1988，第115頁.
64. ↑  Woronoff 1984，第9–10頁.
65. ↑  Lefebvre 1963，第142–143頁.
66. ↑  Soboul 1974，第444頁.
67. ↑  Woronoff 1984，第15頁.
68. ↑  Woronoff 1984，第17頁.
69. ↑  Woronoff 1984，第20頁.
70. ↑  Lefebvre 1963，第145頁.
71. ↑  Woronoff 1984，第29頁.
72. ↑  Furet 1996，第166頁.
73. ↑  Hampson 1988，第247頁.
74. ↑  Woronoff 1984，第31頁.
75. 1 2  Soboul 1974，第473頁.
76. ↑  Furet 1996，第167頁.

### 來源
- Andress, David. . Farrar: Straus and Giroux. 2006. ISBN 0-374-27341-3.
- Aulard, François-Alphonse. . New York: Charles Scribner's Sons. 1910.
- Bouloiseau, Marc. . Cambridge: Cambridge University Press. 1983. ISBN 0-521-28918-1.
- Dupuy, Roger. . Paris: Le Seuil, coll. Points. 2005. ISBN 2-02-039818-4.
- Furet, François. . Oxford: Blackwell Publishers Ltd. 1996. ISBN 0-631-20299-4.
- Greer, Donald. . Peter Smith Pub Inc. 1935. ISBN 978-0-8446-1211-9.
- Hampson, Norman. . Routledge: University of Toronto Press. 1988. ISBN 0-7100-6525-6.
- Jordan, David. . Berkeley: University of California Press. 1979. ISBN 0-520-04399-5.
- Lefebvre, Georges.  vol. I. New York: Columbia University Press. 1962. ISBN 0-231-08599-0.
- Lefebvre, Georges. . vol. II. New York: Columbia University Press. 1963. ISBN 0-231-02519-X.
- Lefebvre, Georges. . New York: Random House. 1964.
- Linton, Marisa, Choosing Terror: Virtue, Friendship and Authenticity in the French Revolution (Oxford University Press, 2013).
- Mathiez, Albert. . New York: Alfred a Knopf. 1929.
- Rude, George. . New York: Grove Weidenfeld. 1988. ISBN 1-55584-150-3.
- Soboul, Albert. . New York: Random House. 1974. ISBN 0-394-47392-2.
- Thompson, J. M. . Oxford: Basil Blackwell. 1959.
- Woronoff, Denis. . Cambridge: Cambridge University Press. 1984. ISBN 0-521-28917-3.
- 本条目包含来自公有领域出版物的文本: Chisholm, Hugh (编).  (第11版). London: Cambridge University Press. 1911.

## 外部連結
- Presidents of the National Convention: 1792–1795（页面存档备份，存于）
- National Convention pamphlets and documents（页面存档备份，存于） from the Ball State University Digital Media Repository